# Высоково (Ковровский район)
Высоково — деревня в Ковровском районе Владимирской области России, входит в состав Малыгинского сельского поселения.

## География
Деревня расположена в 17 км на северо-восток от центра поселения деревни Ручей и в 21 км на север от райцентра города Ковров.

## История
В конце XIX — начале XX века деревня входила в состав Всегодической волости Ковровского уезда, с 1926 года — в составе Савинской волости. В 1859 году в селе числилось 26 дворов, в 1905 году — 31 двора, в 1926 году — 42 двора. 
С 1929 года деревня являлась центром Большевысоковского сельсовета Ковровского района, с 1954 года — в составе Большевсегодичского сельсовета, с 2005 года — в составе Малыгинского сельского поселения.

## Население
| 1859 | 1905 | 1926 | 2002 | 2010 | 2021 |
| ---- | ---- | ---- | ---- | ---- | ---- |
| 179  | ↗217 | ↘210 | ↘10  | →10  | ↗32  |